# Dyłgi deł
Dyłgi deł (bułg. Дълги дел) – wieś w Bułgarii, w obwodzie Montana, w gminie Georgi Damjanowo. Według Ujednoliconego Systemu Ewidencji Ludności oraz Usług Administracyjnych dla Ludności, miejscowość zamieszkuje 162 mieszkańców.